# 2021-es Formula–1 katari nagydíj
A katari nagydíj a 2021-es Formula–1 világbajnokság huszadik futama, amelyet 2021. november 19. és november 21. között rendeztek meg a Losail International Circuit versenypályán, Katarban.

## Választható keverékek
| Abroncs              | Friss | Használt |
| -------------------- | ----- | -------- |
| Kemény keverék (C1)  |       |          |
| Közepes keverék (C2) |       |          |
| Lágy keverék (C3)    |       |          |
| Átmeneti esőgumi (I) |       |          |
| Teljes esőgumi (W)   |       |          |

## Szabadedzések

### Első szabadedzés
A katari nagydíj első szabadedzését november 19-én, pénteken tartották meg, magyar idő szerint 11:30-tól.
| helyezés | versenyző          | csapat/motor          | elért idő | különbség | futott kör |
| -------- | ------------------ | --------------------- | --------- | --------- | ---------- |
| 1        | Max Verstappen     | Red Bull-Honda        | 1:23,723  | –         | 22         |
| 2        | Pierre Gasly       | AlphaTauri-Honda      | 1:24,160  | +0,437    | 28         |
| 3        | Valtteri Bottas    | Mercedes              | 1:24,194  | +0,471    | 24         |
| 4        | Lewis Hamilton     | Mercedes              | 1:24,509  | +0,786    | 21         |
| 5        | Cunoda Júki        | AlphaTauri-Honda      | 1:24,648  | +0,925    | 27         |
| 6        | Carlos Sainz Jr.   | Ferrari               | 1:24,713  | +0,990    | 26         |
| 7        | Charles Leclerc    | Ferrari               | 1:24,790  | +1,067    | 27         |
| 8        | Sergio Pérez       | Red Bull-Honda        | 1:24,915  | +1,192    | 22         |
| 9        | Esteban Ocon       | Alpine-Renault        | 1:24,972  | +1,249    | 23         |
| 10       | Lando Norris       | McLaren-Mercedes      | 1:25,215  | +1,492    | 19         |
| 11       | Daniel Ricciardo   | McLaren-Mercedes      | 1:25,291  | +1,568    | 24         |
| 12       | Sebastian Vettel   | Aston Martin-Mercedes | 1:25,328  | +1,605    | 19         |
| 13       | Nicholas Latifi    | Williams-Mercedes     | 1:25,688  | +1,965    | 24         |
| 14       | Antonio Giovinazzi | Alfa Romeo-Ferrari    | 1:25,757  | +2,034    | 23         |
| 15       | Kimi Räikkönen     | Alfa Romeo-Ferrari    | 1:25,828  | +2,105    | 25         |
| 16       | George Russell     | Williams-Mercedes     | 1:25,871  | +2,148    | 24         |
| 17       | Fernando Alonso    | Alpine-Renault        | 1:25,905  | +2,182    | 21         |
| 18       | Mick Schumacher    | Haas-Ferrari          | 1:26,699  | +2,976    | 21         |
| 19       | Lance Stroll       | Aston Martin-Mercedes | 1:26,712  | +2,989    | 11         |
| 20       | Nyikita Mazepin    | Haas-Ferrari          | 1:27,500  | +3,777    | 16         |

### Második szabadedzés
A katari nagydíj második szabadedzését november 19-én, pénteken tartották meg, magyar idő szerint 15:00-tól.
| helyezés | versenyző          | csapat/motor          | elért idő  | különbség | futott kör |
| -------- | ------------------ | --------------------- | ---------- | --------- | ---------- |
| 1        | Valtteri Bottas    | Mercedes              | 1:23,148   | –         | 27         |
| 2        | Pierre Gasly       | AlphaTauri-Honda      | 1:23,357   | +0,209    | 27         |
| 3        | Max Verstappen     | Red Bull-Honda        | 1:23,498   | +0,350    | 20         |
| 4        | Lewis Hamilton     | Mercedes              | 1:23,570   | +0,422    | 25         |
| 5        | Lando Norris       | McLaren-Mercedes      | 1:23,632   | +0,484    | 24         |
| 6        | Lance Stroll       | Aston Martin-Mercedes | 1:23,705   | +0,557    | 26         |
| 7        | Cunoda Júki        | AlphaTauri-Honda      | 1:23,735   | +0,587    | 28         |
| 8        | Sergio Pérez       | Red Bull-Honda        | 1:23,787   | +0,639    | 20         |
| 9        | Sebastian Vettel   | Aston Martin-Mercedes | 1:24,020   | +0,872    | 27         |
| 10       | Carlos Sainz Jr.   | Ferrari               | 1:24,033   | +0,885    | 28         |
| 11       | Esteban Ocon       | Alpine-Renault        | 1:24,041   | +0,893    | 29         |
| 12       | Fernando Alonso    | Alpine-Renault        | 1:24,056   | +0,908    | 25         |
| 13       | Charles Leclerc    | Ferrari               | 1:24,095   | +0,947    | 23         |
| 14       | Daniel Ricciardo   | McLaren-Mercedes      | 1:24,135   | +0,987    | 24         |
| 15       | Kimi Räikkönen     | Alfa Romeo-Ferrari    | 1:24.631   | +1,483    | 26         |
| 16       | George Russell     | Williams-Mercedes     | 1:24,954   | +1,806    | 27         |
| 17       | Antonio Giovinazzi | Alfa Romeo-Ferrari    | 1:25,072   | +1,924    | 23         |
| 18       | Nicholas Latifi    | Williams-Mercedes     | 1:25,209   | +2,061    | 28         |
| 19       | Mick Schumacher    | Haas-Ferrari          | 1:25,575   | +2,427    | 27         |
| 20       | Nyikita Mazepin    | Haas-Ferrari          | idő nélkül |           |            |

### Harmadik szabadedzés
A katari nagydíj harmadik szabadedzését november 20-án, szombaton tartották meg, magyar idő szerint 12:00-tól.
| helyezés | versenyző          | csapat/motor          | elért idő  | különbség | futott kör |
| -------- | ------------------ | --------------------- | ---------- | --------- | ---------- |
| 1        | Valtteri Bottas    | Mercedes              | 1:22,310   | –         | 17         |
| 2        | Lewis Hamilton     | Mercedes              | 1:22,388   | +0,078    | 16         |
| 3        | Max Verstappen     | Red Bull-Honda        | 1:22,651   | +0,341    | 10         |
| 4        | Pierre Gasly       | AlphaTauri-Honda      | 1:22,835   | +0,525    | 17         |
| 5        | Sergio Pérez       | Red Bull-Honda        | 1:22,846   | +0,536    | 14         |
| 6        | Carlos Sainz Jr.   | Ferrari               | 1:23,048   | +0,738    | 17         |
| 7        | Fernando Alonso    | Alpine-Renault        | 1:23,186   | +0,876    | 13         |
| 8        | Esteban Ocon       | Alpine-Renault        | 1:23,209   | +0,899    | 18         |
| 9        | Charles Leclerc    | Ferrari               | 1:23,276   | +0,966    | 17         |
| 10       | Cunoda Júki        | AlphaTauri-Honda      | 1:23,567   | +1,257    | 10         |
| 11       | Daniel Ricciardo   | McLaren-Mercedes      | 1:23,711   | +1,401    | 14         |
| 12       | Sebastian Vettel   | Aston Martin-Mercedes | 1:23,884   | +1,574    | 17         |
| 13       | Lando Norris       | McLaren-Mercedes      | 1:23,895   | +1,585    | 16         |
| 14       | George Russell     | Williams-Mercedes     | 1:23,923   | +1,613    | 17         |
| 15       | Lance Stroll       | Aston Martin-Mercedes | 1:24,154   | +1,844    | 17         |
| 16       | Kimi Räikkönen     | Alfa Romeo-Ferrari    | 1:24,246   | +1,936    | 19         |
| 17       | Antonio Giovinazzi | Alfa Romeo-Ferrari    | 1:24,288   | +1,978    | 17         |
| 18       | Nicholas Latifi    | Williams-Mercedes     | 1:24,499   | +2,189    | 15         |
| 19       | Mick Schumacher    | Haas-Ferrari          | 1:24,680   | +2,370    | 20         |
| 20       | Nyikita Mazepin    | Haas-Ferrari          | idő nélkül |           | 1          |

## Időmérő edzés
A katari nagydíj időmérő edzését november 20-án, szombaton futtották, magyar idő szerint 15:00-tól.
| helyezés              | rajtszám | versenyző          | csapat/motor          | 1. rész  | 2. rész  | 3. rész  | rajthely | futott kör |
| --------------------- | -------- | ------------------ | --------------------- | -------- | -------- | -------- | -------- | ---------- |
| 1                     | 44       | Lewis Hamilton     | Mercedes              | 1:21,901 | 1:21,682 | 1:20,827 | 1        | 18         |
| 2                     | 33       | Max Verstappen     | Red Bull-Honda        | 1:21,996 | 1:21,984 | 1:21,424 | 7[a]     | 18         |
| 3                     | 77       | Valtteri Bottas    | Mercedes              | 1:22,016 | 1:21,991 | 1:21,478 | 6[b]     | 20         |
| 4                     | 10       | Pierre Gasly       | AlphaTauri-Honda      | 1:22,535 | 1:21,728 | 1:21,640 | 2        | 19         |
| 5                     | 14       | Fernando Alonso    | Alpine-Renault        | 1:22,422 | 1:21,894 | 1:21,670 | 3        | 18         |
| 6                     | 4        | Lando Norris       | McLaren-Mercedes      | 1:22,839 | 1:22,216 | 1:21,731 | 4        | 21         |
| 7                     | 55       | Carlos Sainz Jr.   | Ferrari               | 1:22,304 | 1:22,241 | 1:21,840 | 5        | 21         |
| 8                     | 22       | Cunoda Júki        | AlphaTauri-Honda      | 1:22,458 | 1:22,058 | 1:21,881 | 8        | 18         |
| 9                     | 31       | Esteban Ocon       | Alpine-Renault        | 1:22,565 | 1:22,012 | 1:22,028 | 9        | 18         |
| 10                    | 5        | Sebastian Vettel   | Aston Martin-Mercedes | 1:22,549 | 1:22,146 | 1:22,785 | 10       | 21         |
| 11                    | 11       | Sergio Pérez       | Red Bull-Honda        | 1:22,398 | 1:22,346 |          | 11       | 12         |
| 12                    | 18       | Lance Stroll       | Aston Martin-Mercedes | 1:22,551 | 1:22,460 |          | 12       | 15         |
| 13                    | 16       | Charles Leclerc    | Ferrari               | 1:22,742 | 1:22,463 |          | 13       | 15         |
| 14                    | 3        | Daniel Ricciardo   | McLaren-Mercedes      | 1:22,688 | 1:22,594 |          | 14       | 15         |
| 15                    | 63       | George Russell     | Williams-Mercedes     | 1:22,863 | 1:22,756 |          | 15       | 16         |
| 16                    | 7        | Kimi Räikkönen     | Alfa Romeo-Ferrari    | 1:23,156 |          |          | 16       | 9          |
| 17                    | 6        | Nicholas Latifi    | Williams-Mercedes     | 1:23,213 |          |          | 17       | 10         |
| 18                    | 99       | Antonio Giovinazzi | Alfa Romeo-Ferrari    | 1:23,262 |          |          | 18       | 8          |
| 19                    | 47       | Mick Schumacher    | Haas-Ferrari          | 1:23,407 |          |          | 19       | 9          |
| 20                    | 9        | Nyikita Mazepin    | Haas-Ferrari          | 1:25,859 |          |          | 20       | 10         |
| 107%-os idő: 1:27,634 |          |                    |                       |          |          |          |          |            |

Megjegyzés:
- ↑ a:  Max Verstappen 5 rajthelyes büntetésben részesült, mert nem vette figyelembe a sárga zászlós jelzést.[2]
- ↑ b:  Valtteri Bottas 3 rajthelyes büntetésben részesült, mert nem vette figyelembe a sárga zászlós jelzést.[2]

## Futam
A katari nagydíj futama november 21-én, vasárnap rajtolt, magyar idő szerint 15:00-kor.
| helyezés | rajtszám | versenyző          | csapat/motor          | futott kör | idő/kiesés oka   | rajthely | pont  |
| -------- | -------- | ------------------ | --------------------- | ---------- | ---------------- | -------- | ----- |
| 1        | 44       | Lewis Hamilton     | Mercedes              | 57         | 1:24:28,471      | 1        | 25    |
| 2        | 33       | Max Verstappen     | Red Bull-Honda        | 57         | +25,734          | 7        | 19[c] |
| 3        | 14       | Fernando Alonso    | Alpine-Renault        | 57         | +59,457          | 3        | 15    |
| 4        | 11       | Sergio Pérez       | Red Bull-Honda        | 57         | +1:02,306        | 11       | 12    |
| 5        | 31       | Esteban Ocon       | Alpine-Renault        | 57         | +1:20,570        | 9        | 10    |
| 6        | 18       | Lance Stroll       | Aston Martin-Mercedes | 57         | +1:21,274        | 12       | 8     |
| 7        | 55       | Carlos Sainz Jr.   | Ferrari               | 57         | +1:21,911        | 5        | 6     |
| 8        | 16       | Charles Leclerc    | Ferrari               | 57         | +1:23,126        | 13       | 4     |
| 9        | 4        | Lando Norris       | McLaren-Mercedes      | 56         | +1 kör           | 4        | 2     |
| 10       | 5        | Sebastian Vettel   | Aston Martin-Mercedes | 56         | +1 kör           | 10       | 1     |
| 11       | 10       | Pierre Gasly       | AlphaTauri-Honda      | 56         | +1 kör           | 2        |       |
| 12       | 3        | Daniel Ricciardo   | McLaren-Mercedes      | 56         | +1 kör           | 14       |       |
| 13       | 22       | Cunoda Júki        | AlphaTauri-Honda      | 56         | +1 kör           | 8        |       |
| 14       | 7        | Kimi Räikkönen     | Alfa Romeo-Ferrari    | 56         | +1 kör           | 16       |       |
| 15       | 99       | Antonio Giovinazzi | Alfa Romeo-Ferrari    | 56         | +1 kör           | 18       |       |
| 16       | 47       | Mick Schumacher    | Haas-Ferrari          | 56         | +1 kör           | 19       |       |
| 17       | 63       | George Russell     | Williams-Mercedes     | 55         | +2 kör           | 15       |       |
| 18       | 9        | Nyikita Mazepin    | Haas-Ferrari          | 55         | +2 kör           | 20       |       |
| Ki       | 6        | Nicholas Latifi    | Williams-Mercedes     | 50         | defekt           | 17       |       |
| Ki       | 77       | Valtteri Bottas    | Mercedes              | 48         | baleseti sérülés | 6        |       |

Megjegyzések:
- ↑ c:  Max Verstappen a helyezéséért járó pontok mellett a versenyben futott leggyorsabb körért további 1 pontot szerzett.

## A világbajnokság állása a verseny után
| H   | Versenyzők       | Pont  | H   | Konstruktőrök         | Pont  |
| --- | ---------------- | ----- | --- | --------------------- | ----- |
| 1.  | Max Verstappen   | 351,5 | 1.  | Mercedes              | 546,5 |
| 2.  | Lewis Hamilton   | 343,5 | 2.  | Red Bull-Honda        | 541,5 |
| 3.  | Valtteri Bottas  | 203   | 3.  | Ferrari               | 297,5 |
| 4.  | Sergio Pérez     | 190   | 4.  | McLaren-Mercedes      | 258   |
| 5.  | Lando Norris     | 153   | 5.  | Alpine-Renault        | 137   |
| 6.  | Charles Leclerc  | 152   | 6.  | AlphaTauri-Honda      | 112   |
| 7.  | Carlos Sainz Jr. | 145,5 | 7.  | Aston Martin-Mercedes | 77    |
| 8.  | Daniel Ricciardo | 105   | 8.  | Williams-Mercedes     | 23    |
| 9.  | Pierre Gasly     | 92    | 9.  | Alfa Romeo-Ferrari    | 11    |
| 10. | Fernando Alonso  | 77    | 10. | Haas-Ferrari          | 0     |

(A teljes táblázat)

## Statisztikák
- Vezető helyen:
  - Lewis Hamilton 57 kör (1–57)
- Lewis Hamilton 102. pole-pozíciója és 102. futamgyőzelme.
- Max Verstappen 15. versenyben futott leggyorsabb köre.
- A Mercedes 123. futamgyőzelme.
- Lewis Hamilton 180., Max Verstappen 58., és Fernando Alonso 98. dobogós helyezése.
- A McLaren csapat 900. nagydíja.[3]